# Rigómézevő
A rigómézevő (Xanthotis polygramma vagy Xanthotis polygrammus) a madarak osztályának verébalakúak (Passeriformes) rendjébe és a mézevőfélék (Meliphagidae) családjába tartozó faj.
A magyar név forrással nincs megerősítve.

## Előfordulása
Indonézia és Pápua Új-Guinea területén honos. A természetes élőhelye szubtrópusi vagy trópusi nedves síkvidéki erdők.

## Alfajai
- Xanthotis polygramma candidior Mayr & Rand, 1935
- Xanthotis polygramma kuehni Hartert, 1930
- Xanthotis polygramma lophotis Mayr, 1931
- Xanthotis polygramma poikilosternos A. B. Meyer, 1874
- Xanthotis polygramma polygrammus (G. R. Gray, 1862)
- Xanthotis polygramma septentrionalis Mayr, 1931

## Külső hivatkozások
- Képek az interneten a fajról
- Internet Bird Collection - videók a fajról. [2012. február 14-i dátummal az eredetiből archiválva].
- Oiseaux. net - az elterjedési területe